# 素貼·特素班
素貼（1949年7月7日—），是一名泰國政治人物、黃衫軍示威活動新聞發言人及領袖。素貼2013年12月，曾經揚言示威人數不足一百萬，會立即自首。 不過，事實證明示威人數遠未到一百萬，後來素貼也並沒有自首。
素貼是泰國民主黨國會議員，在阿披實執政時期，曾出任其副手。2009年7月，素貼曾經被控非法持有民間傳媒公司股份。2011年，阿披實領導的民主黨在总理大選敗陣下野，素貼引咎辭去民主黨秘書長一職。
素貼與前總理阿披實曾下令軍方於2010年泰國紅衫軍集會武力清場，導致近百人死亡。2013年11月，泰國總檢察長辦公室指控素貼等前政府高官以謀殺罪。而素貼否認指控，認為指控實屬政治迫害。2013年11月尾，素貼再發動黃衫軍封鎖曼谷，企圖推翻英祿政權。2014年5月，泰國軍方發動軍事政變控制政府並拘留了素貼；7月，有條件保釋後素貼在素叻他尼府出家（僧名：Prapakaro）。2015年7月30日，成立“泰國人民改革大基金會”，基金會與軍政府合作。